# Душан Гачић
Душан Гачић (Загреб, 11. април 1958), истакнути је и награђивани хрватски стрипар, ликовни уметник, аниматор, редитељ, сценариста, есејиста и уредник.

## Биографија
Од 1976. до 1981. студент је загребачке Академије ликовних умјетности, коју је и завршио дипломиравши на педагошком одсеку. Уз повремено учешће на изложбама систематски се бави стварањем стрипова за шта је вишеструко награђиван још од 1980-их у СФРЈ, затим анимираним филмом, илустрацијом, фотографијом, комбинованим ликовним техникама, теоријом стрипа и педагошким радом.
Стрипове и илустрације објављивао је у бројним листовима и часописима: Вјесник, Вечерњи лист, Младост, Видици, Патак, Аркзин, Модра ласта, Флит, Дивље око, Квадрат, Хомо воланс, Стрип ревија... Познатији стрипови су му "Дневник", "Кућа паукова", "Град у мраку", "На клупи", "Wall strip", "Битка код Сиска", "Олуја у свемиру", "Девет капетана Морске ластавице", "Љубавни кораци", "Кристобал Колон", "Банкет у Блитви"...
Осим класичног приступа стрипу у којима се изразио кроз бројне графичке и сликарске технике, аутор се у новијим радовима упустио у истраживање стрипа као ликовно-литерарног медија, што је довело до радова који улазе и у трећу димензију — стрип скулптура, стрип рељеф, живи стрип...
Аутор је и анимираних филмова "Цврчак", „Прозор на град” и „Сложени предосјећај”. Радио је анимиране филмове и по мотивима Владимира Назора, Вјекослава Мајера и Мирослава Крлеже ("Кристобал Колон").
Текстове о теорији стрипа објавио је у Хомо волансу, Квадрату, Кворуму, Часопису за методику хрватског језика и другима. Есејиста је и колумниста и на теме друштва, политике и опште егзистенције.
Оснивач је и члан Мултимедијалне стрип групе "Дивље око" с којом од 2001. излаже у Загребу, Запрешићу, Бјеловару, Пули, Умагу, на Загребачком Салону... Покретач је и издавач стрип фанзина, е-зина, часописа Флит, један је од оснивача загребачке Стрип удруге "Форум" и један од уредника тамошње Стрип ревије.
Члан је Хрватског друштва ликовних умјетника.

## Стрипографија (књиге)
- Strossmayer: Све за вјеру и домовину, аутори: Радован Девлић, Дарко Мацан и Душан Гачић, Бискупијски пасторални центар ђаковачке и сријемске бискупије, Ђаково, и Глас Концила, Загреб, 1993
- Битка код Сиска 1593, црта Душан Гачић; пише Крешимир Зимонић, Матица хрватска : Дом културе Кристална коцка ведрине, Сисак, 2001.
- Квадратура стиха: поезија у стрипу, нацртао Душан Гачић; аутори стихова Херман Хесе и други, Матица хрватска, Огранак Бизовац, Бизовац, 2017.